# Symphitoneuria licmetica
Symphitoneuria licmetica là một loài Trichoptera trong họ Leptoceridae. Chúng phân bố ở miền Australasia.